# Fusignano
Fusignano is een gemeente in de Italiaanse provincie Ravenna (regio Emilia-Romagna) en telt 7919 inwoners (31-12-2004). De oppervlakte bedraagt 24,6 km², de bevolkingsdichtheid is 322 inwoners per km².
De volgende frazioni maken deel uit van de gemeente: San Savino, Maiano Monti, Maiano Nuovo, Scambio, Rossetta.

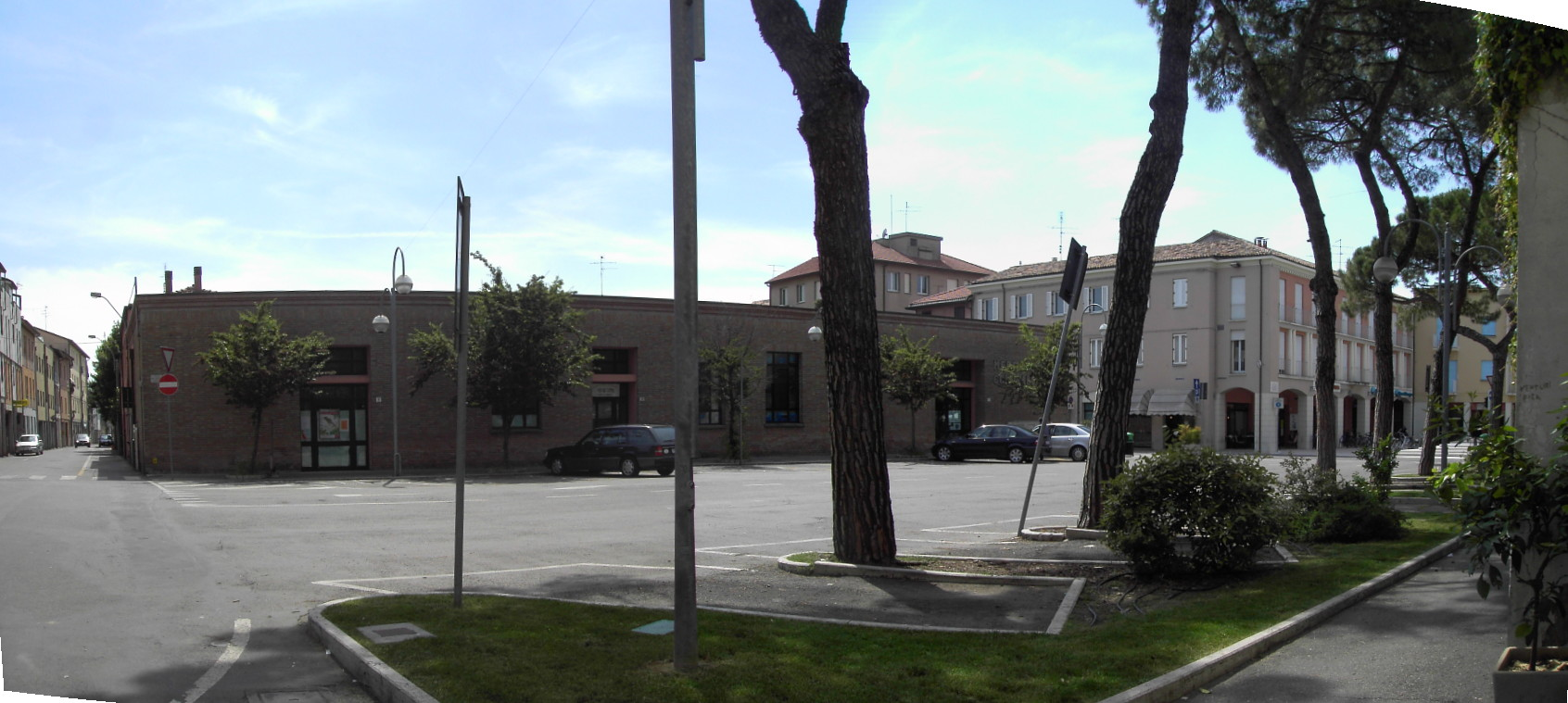
Marktplein
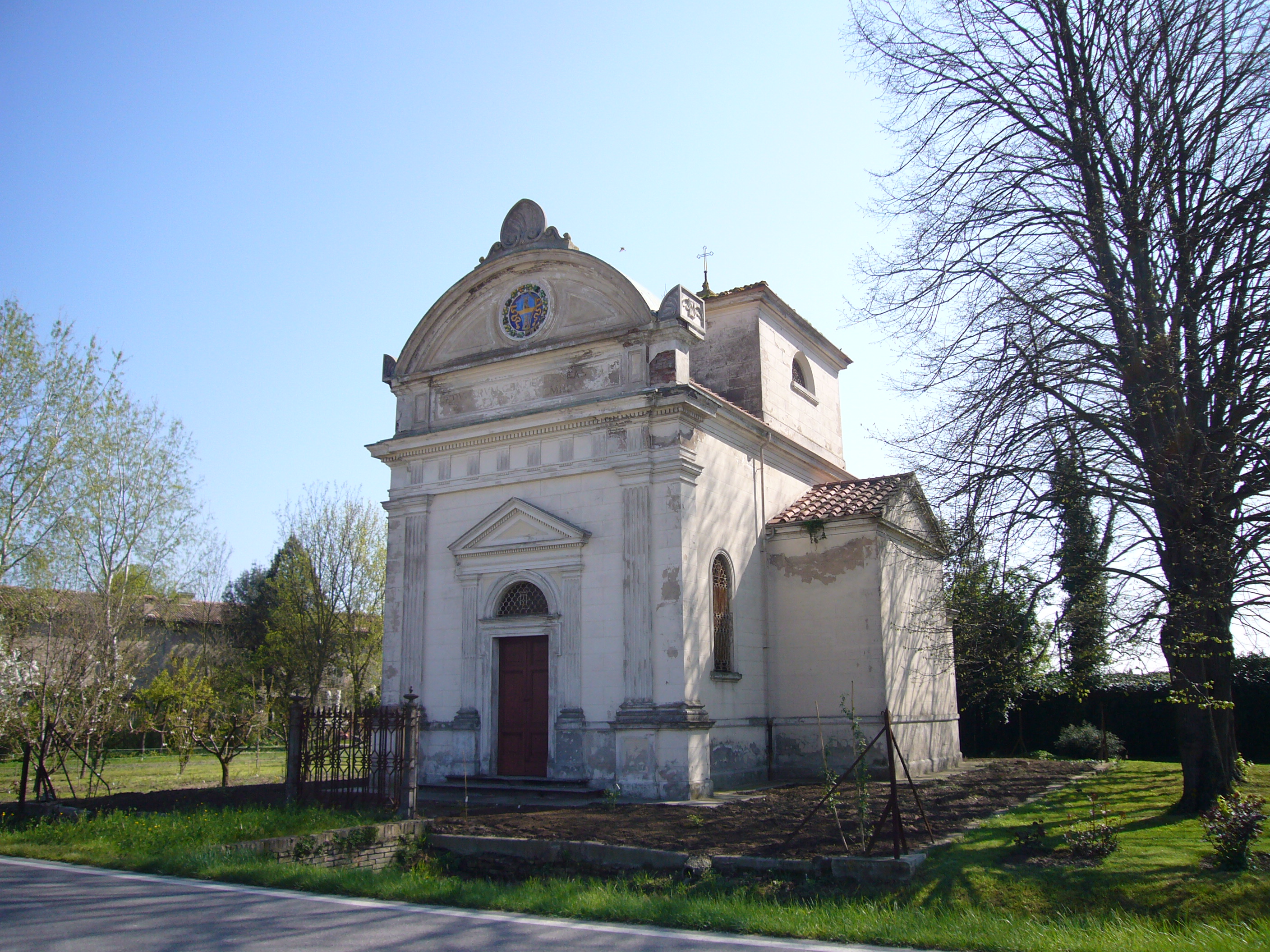
Kerk in Fusignano

## Demografie
Fusignano telt ongeveer 3369 huishoudens. Het aantal inwoners steeg in de periode 1991-2001 met 0,3% volgens cijfers uit de tienjaarlijkse volkstellingen van ISTAT.
| Jaar | Inwoneraantal |
| ---- | ------------- |
| 1991 | 7494          |
| 2001 | 7516          |

## Geografie
De gemeente ligt op ongeveer 9 m boven zeeniveau.
Fusignano grenst aan de volgende gemeenten: Alfonsine, Bagnacavallo, Lugo.

## Geboren
- Arrigo Sacchi (1 april 1946), voetbaltrainer en voormalig voetballer
- Arcangelo Corelli (17 februari 1653), barok componist